# Hermann Geyer (Maler)
Hermann Geyer (* 26. August 1934 in Ulm; † 30. Mai 2016), auch Hermann Johannes Geyer, war ein deutscher Kunstmaler und Glasmaler.

## Biografie
Hermann Geyer ist der Sohn des Malers und Glasmalers Wilhelm Geyer (1900–1968), bei dem er auch seine künstlerische Ausbildung begann. Nach Lithographie- und Glasmalereivolontariat begann er 1954 ein Studium der Malerei und Graphik bei Professor Richard Seewald an der Akademie der Bildenden Künste München. Zugleich arbeitete er an Wandaufträgen und Glasmalereien bei seinem Vater mit. Seit 1959 betrieb er ein eigenes Atelier in Ulm.
Geyers Motive reichen von Blumen-Stillleben bis zu biblischen Themen. Er hat Kirchen in Deutschland, Italien, der Schweiz und Irland mit Fenstergemälden ausgestattet. Daneben fertigte er vor allem Aquarelle, aber auch Linolschnitte, Mischtechniken und Ölmalereien.
Hermann Geyer war lange Vorsitzender des Verbandes Bildender Künstler in Baden-Württemberg.

## Werke (Auswahl)
- Fenster in St. Johann Baptist Uttenweiler-Uffingen (1960)
- Buntglasfenster St. Jodokus in Immenstaad[3]
- Seuse-Fenster im Haus der Begegnung (Dreifaltigkeitskirche in Ulm) (1985)
- Bleiglasfenster St. Michael zu den Wengen (Ulm)
- Glasfenster in der Jakobuskirche Ulm-Grimmelfingen (1993)[4]
- Mosaik „Jesus und Petrus“, Foyer Evangelisches Gemeindezentrum Sersheim (2010)[5]